# Dorothy Lyman
Dorothy Lyman (Minneapolis, 18 de abril de 1947) é uma atriz, diretora e produtora de televisão estadunidense. Ela é mais conhecida por seu trabalho em Another World, All My Children, Generations e no seriado Mama's Family.